# Psittacula cyanocephala
La cotorra ciruela (Psittacula cyanocephala) es una especie de ave psitaciforme de la familia de los Psittaculidae que habita en el subcontinente indio. El brillante plumaje de la cabeza del macho es inconfundible. Suele formar pequeñas bandadas y es muy activa, desplazándose veloz por las copas de los árboles con rápidos aleteos, con sus reclamos de notas agudas y chirriantes.
Vive en las zonas más bajas y templadas de los montes boscosos, y en el bosque de tierras bajas, sobre todo donde los árboles bordean áreas cultivadas.
Suele ser muy cauta en el suelo, come a menudo en campos de cereales y arroz. También consume otras semillas, bayas y frutos, higos en particular, y néctar. Se reúne en grandes grupos para pasar la noche, aunque las parejas que crían suelen quedarse en el nido, para evitar que otras aves, como los minás, se lo arrebaten. Los reclamos, aunque agudos, son bastante breves y musicales.